# Сахдол (округ)
Сахдол (хинди शहडोल जिला; англ. Shahdol) — округ в индийском штате Мадхья-Прадеш. Образован в 1948 году. Административный центр — город Сахдол. Площадь округа — 5671 км². По данным всеиндийской переписи 2001 года население округа составляло 908 148 человек. Уровень грамотности взрослого населения составлял 58,7 %, что немного ниже среднеиндийского уровня (59,5 %). Доля городского населения составляла 25,3 %.